# Elysium Mons
Elysium Mons ist der größte Vulkan der Region Elysium Planitia auf dem Planeten Mars. Er wurde im Jahre 1972 beim Vorbeiflug der Raumsonde Mariner 9 entdeckt.
Elysium Mons erhebt sich 12,5 km über die Umgebung und hat an der Basis eine Ausdehnung von 500 × 700 km. Seine Gipfelcaldera hat einen Durchmesser von 14,1 km.
Er unterscheidet sich von den großen Vulkanen der Tharsis-Region dadurch, dass an seinen Flanken keine größeren Lavaausflüsse sichtbar sind. In seiner Umgebung sind mehrere Krater sichtbar, die jedoch nicht von Meteoritenimpakten herrühren, sondern vulkanischen Ursprungs sind.